# Chaenopsis megalops
Chaenopsis megalops is een straalvinnige vissensoort uit de familie van snoekslijmvissen (Chaenopsidae). De wetenschappelijke naam van de soort is voor het eerst geldig gepubliceerd in 2000 door Smith-Vaniz.